# Elecciones estatales de Hidalgo de 2018
Las Elecciones estatales de Hidalgo se realizaron el domingo 1 de julio de 2018, simultáneamente con las elecciones federales, y en ellas se renovaron los 30 diputados del Congreso del Estado, de los cuales 18 son electos por mayoría relativa y 12 por representación proporcional.

## Coaliciones
El día 20 de abril de 2018, ante el Instituto Estatal Electoral de Hidalgo (IEEH) el partido Partido Revolucionario Institucional (PRI), Partido Verde Ecologista de México (PVEM), Nueva Alianza (PANAL) y Partido Encuentro Social (PES) postularon candidatos y candidatas en 6 distritos: Zimapán, San Felipe Orizatlán, Ixmiquilpan, Huichapan, Pachuca de Soto (poniente) y Villas del Álamo. El día 13 de enero de 2018, en la segunda sesión extraordinaria del Consejo General del IEEH se registró la coalición "Por Hidalgo al frente"; conformada por los partidos Partido Acción Nacional (PAN) y Partido de la Revolución Democrática (PRD).

## Tope de gastos de campaña
El día 24 de marzo de 2018 en la segunda sesión extraordinaria, el Consejo General del IEEH publicó el acuerdo IEEH/CG/021/2018, en dónde se especifican los montos para cada uno de los 18 distritos que conforman el Estado de Hidalgo.
| Distrito      | Distrito                   | Tope distrital |
| ------------- | -------------------------- | -------------- |
| 1             | Zimapán                    | $1,865,143.56  |
| 2             | Zacualtipán de los Ángeles | $1,952,730.96  |
| 3             | San Felipe Orizatlán       | $1,721,733.34  |
| 4             | Huejutla de Reyes          | $1,877,820.88  |
| 5             | Ixmiquilpan                | $1,961,393.77  |
| 6             | Huichapan                  | $2,029,525.67  |
| 7             | Mixquiahuala de Juárez     | $1,720,859.04  |
| 8             | Actopan                    | $1,990,842.60  |
| 9             | Metepec                    | $1,728,335.95  |
| 10            | Apan                       | $2,061,521.82  |
| 11            | Tulancingo de Bravo        | $1,455,688.20  |
| 12            | Pachuca de Soto (Oriente)  | $1,312,028.10  |
| 13            | Pachuca de Soto (Poniente) | $1,354,793.55  |
| 14            | T ula de Allende           | $1,496,071.38  |
| 15            | Tepeji del Río de Ocampo   | $1,646,245.95  |
| 16            | Tizayuca                   | $1,596,787.19  |
| 17            | Villas del Álamo           | $1,522,382.41  |
| 18            | Tepeapulco                 | $1,809,075.43  |
| Total estatal | Total estatal              | $31,102,979.75 |

## Resultados electorales
|  | 43.92 % |

|  | 19.66 % |

|  | 10.19 % |

|  | 5.69 % |

|  | 3.94 % |

|  | 3.61 % |

|  | 3.47 % |

|  | 2.72 % |

|  | 1.71 % |

|  | 5.03 % |

|  | 100 % |

### Distrito 2: Zacualtipán de los Ángeles[7]
| Partido                              | Candidato                   | Suplente                       | Votos        |
| ------------------------------------ | --------------------------- | ------------------------------ | ------------ |
| Por Hidalgo al frente                | María Isabel Rojas García   | Concepción Tolentino Hernández | 6,759        |
| Partido Revolucionario Institucional | José Luis Espinosa Silva    | Ricardo Olivares Cabrera       | 20,568       |
| Partido Verde Ecologista de México   | Zaineth María Morales Cerón | Amairani Baltazar Bautista     | 1,858        |
| Partido del trabajo                  | Alejandro Rubio Hernández   | Acéfala                        | 3,627        |
| Movimiento Ciudadano                 | Vicenta Silverio García     | Yarit Cordero Ramos            | 1,108        |
| Nueva Alianza                        | Arturo Vera Vera            | José Alfredo Lozano Cano       | 8,585        |
| Movimiento Regeneración Nacional     | Víctor Rosalba Calva García | Ana Edith Rodríguez Gaytán     | 23,747 Hecho |
| Partido Encuentro Social             | Wilibaldo López Cervantes   | Juan Acosta Cuenca             | 5,524        |
| Candidatos no registrados            | -                           | -                              | 45           |
| Votos nulos                          | -                           | -                              | 5,924        |
| Votos totales                        | Votos totales               | Votos totales                  | 77,745       |

### Distrito 3: San Felipe Orizatlán[7]
| Partido                          | Candidato                   | Suplente                            | Votos  |
| -------------------------------- | --------------------------- | ----------------------------------- | ------ |
| Por Hidalgo al frente            | Gabino Hernández Vite       | Celestino Gabino Brandi             | 19,147 |
| Todos por Hidalgo                | Adela Pérez Espinoza        | Miriam del Carmen Candelaria García | 25,144 |
| Partido del trabajo              | Carmela Hernández Dolores   | Eugenia Hernández Hernández         | 1,814  |
| Movimiento Ciudadano             | Leticia Hernández Ramírez   | Erika Hernández Aquino              | 1,016  |
| Movimiento Regeneración Nacional | Perfecto Hernández Bautista | Mauricio Bautista Oviedo            | 23,118 |
| Candidato no registrado          | -                           | -                                   | 46     |
| Voto nulo                        | -                           | -                                   | 5,089  |
| Votos totales                    | Votos totales               | Votos totales                       | 75,374 |

### Distrito 4: Huejutla de Reyes[7]
| Partido                              | Candidato                          | Suplente                           | Votos  |
| ------------------------------------ | ---------------------------------- | ---------------------------------- | ------ |
| Por Hidalgo al frente                | Fátima del Rosario Crespo Crespo   | Sucely Hernández Priego            | 2,953  |
| Partido Revolucionario Institucional | Ileana Guadalupe Quijano Crespo    | Leslie Getsami Ortega Barrera      | 14,333 |
| Partido Verde Ecologista de México   | Moisés Hernández Mercado           | Israel Torres Hernández            | 647    |
| Partido del trabajo                  | María Margarita Hernández Fortinez | Diana Margarita Hernández Espinosa | 1,699  |
| Movimiento Ciudadano                 | Félix Hernández Rodríguez          | Acéfala                            | 822    |
| Nueva Alianza                        | Dora Eloisa Castillo Flores        | María del Carmen Espinoza Lara     | 5,825  |
| Movimiento Regeneración Nacional     | Doralicia Martínez Bautista        | Catalina Ramírez Hernández         | 27,536 |
| Partido Encuentro Social             | Sotero Ramírez Ramírez             | Samuel Terán Castelán              | 16,612 |
| Candidato no registrado              | -                                  | -                                  | 60     |
| Voto nulo                            | -                                  | -                                  | 5,583  |
| Votos totales                        | Votos totales                      | Votos totales                      | 76,070 |

### Distrito 5: Ixmiquilpan[7]
| Partido                          | Candidato                 | Suplente                        | Votos  |
| -------------------------------- | ------------------------- | ------------------------------- | ------ |
| Por Hidalgo al frente            | Carmela Sánchez Hernández | Pamela Elideth Ramírez Rubio    | 4,481  |
| PVEM · PANAL                     | Guadalupe Cruz Romero     | Maribel Xaxni Ambrosio          | 18,763 |
| Partido del trabajo              | Juana Martínez Rivera     | Flor Guadalupe Hernández Ibarra | 5,891  |
| Movimiento Ciudadano             | Margarita Nopal Coello    | Yuridia García García           | 950    |
| Movimiento Regeneración Nacional | Lucero Ambrosio Cruz      | Yolanda Bernal Pérez            | 38,724 |
| Candidato no registrado          | -                         | -                               | 71     |
| Voto nulo                        | -                         | -                               | 2,985  |
| Votos totales                    | Votos totales             | Votos totales                   | 73,293 |

### Distrito 6: Huichapan[7]
| Partido                          | Candidato                          | Suplente                        | Votos  |
| -------------------------------- | ---------------------------------- | ------------------------------- | ------ |
| Por Hidalgo al frente            | Santiago Hernández Cerón           | Pedro Ocampo Trejo              | 18,564 |
| PVEM · PANAL                     | Rigoberto Fabrice Rodríguez Couson | Edgar Enrique Jiménez Prados    | 23,961 |
| Partido del trabajo              | Esther García Hernández            | Bernarda Alicia Quintanar Pérez | 3,197  |
| Movimiento Ciudadano             | Pedro Geremias Viruel Ramírez      | Juan Manuel Martínez Ramírez    | 2,084  |
| Movimiento Regeneración Nacional | Armando Quintanar Trejo            | Ángelo López Barrón             | 28,558 |
| Candidato no registrado          | -                                  | -                               | 25     |
| Voto nulo                        | -                                  | -                               | 3,728  |
| Votos totales                    | Votos totales                      | Votos totales                   | 80,117 |

### Distrito 7: Mixquiahuala de Juárez[7]
| Partido                              | Candidato                      | Suplente                         | Votos  |
| ------------------------------------ | ------------------------------ | -------------------------------- | ------ |
| Por Hidalgo al frente                | Itze Ireri Olivares López      | María Guadalupe Rodríguez Guzmán | 4,809  |
| Partido Revolucionario Institucional | Humberto Calixto Mendoza       | José Ascensión Cornejo Ángeles   | 13,227 |
| Partido Verde Ecologista de México   | Salvador Pérez Gómez           | Yonattan Álvarez Cruz            | 4,840  |
| Partido del trabajo                  | Sonia Ayerim Pacheco Márquez   | Teresa Pérez López               | 6,435  |
| Movimiento Ciudadano                 | José Careaga Benítez           | Héctor Alberto Mendoza Ramírez   | 1,129  |
| Nueva Alianza                        | Viridiana Jajaira Aceves Calva | Alicia Morelos Fernández         | 6,609  |
| Movimiento Regeneración Nacional     | Lisset Marcelino Tovar         | María Angélica Tolentino García  | 39,562 |
| Partido Encuentro Social             | Erika Cerón Vital              | Blanca Florina Sánchez Monjaraz  | 563    |
| Candidato no registrado              | -                              | -                                | 15     |
| Voto nulo                            | -                              | -                                | 3,172  |
| Votos totales                        | Votos totales                  | Votos totales                    | 80,361 |

### Distrito 8: Actopan[7]
| Partido                              | Candidato                           | Suplente                         | Votos  |
| ------------------------------------ | ----------------------------------- | -------------------------------- | ------ |
| Por Hidalgo al frente                | Ricardo Magaña Morales              | Mario Remedios Hernández         | 7,800  |
| Partido Revolucionario Institucional | Roberto de Jesús Núñez Vizzuet      | Héctor Felipe Hernández González | 20,851 |
| Partido Verde Ecologista de México   | Santiago Sánchez Ballesteros        | Abel Lugo Juárez                 | 1,479  |
| Partido del trabajo                  | María Elena de la O Marcoida        | Marlenee Gress González          | 1,493  |
| Movimiento Ciudadano                 | Concepción Hernández Monzalvo       | María Luisa Jiménez Díaz         | 934    |
| Nueva Alianza                        | Humberto Martínez Ríos              | Romeo Luna Mercado               | 2,585  |
| Movimiento Regeneración Nacional     | Tatiana Tonantzin P. Ángeles Moreno | Isabel Moctezuma Mejía           | 36,578 |
| Partido Encuentro Social             | Silvia Escudero Sagahón             | Araceli Manzano González         | 1,760  |
| Candidato no registrado              | -                                   | -                                | 30     |
| Voto nulo                            | -                                   | -                                | 3,493  |
| Votos totales                        | Votos totales                       | Votos totales                    | 77,003 |

### Distrito 9: Metepec[7]
| Partido                              | Candidato                     | Suplente                  | Votos  |
| ------------------------------------ | ----------------------------- | ------------------------- | ------ |
| Por Hidalgo al frente                | Miguel Ángel Martínez Gómez   | Jorge Orduña Palacios     | 15,636 |
| Partido Revolucionario Institucional | María Enriqueta Ortiz Ramírez | Antonia Vargas Robles     | 13,399 |
| Partido Verde Ecologista de México   | Juan Carlos Rojas Simón       | Víctor Manuel Ortega Soto | 1,176  |
| Partido del trabajo                  | Sarahí Pioquinto Vázquez      | Anaid Díaz Méndez         | 1,176  |
| Movimiento Ciudadano                 | Julio Morales Martínez        | Erick Pérez García        | 869    |
| Nueva Alianza                        | Marcelino Carbajal Oliver     | Jesús Luna Pérez          | 8,279  |
| Movimiento Regeneración Nacional     | José Luis Muñoz Soto          | José Romero Felipe        | 22,229 |
| Partido Encuentro Social             | Sergio Ríos Pérez             | Eduardo Lucas Modesto     | 892    |
| Candidato no registrado              | -                             | -                         | 81     |
| Voto nulo                            | -                             | -                         | 4,155  |
| Votos totales                        | Votos totales                 | Votos totales             | 67,892 |

### Distrito 10: Apan[7]
| Partido                              | Candidato                       | Suplente                         | Votos  |
| ------------------------------------ | ------------------------------- | -------------------------------- | ------ |
| Por Hidalgo al frente                | Nancy Alejandra Cordero Cazares | Martha Patricia Morales Lara     | 9,077  |
| Partido Revolucionario Institucional | Ricardo Canales del Razo        | José Antonio Omaña García        | 15,805 |
| Partido Verde Ecologista de México   | Silvia María Blanco Islas       | Martha Leticia Tepetitla Loma    | 2,283  |
| Partido del trabajo                  | César Ismael Soto Llaguno       | Valente Díaz Soto                | 3,755  |
| Movimiento Ciudadano                 | Dulce Rocío Laiza González      | Leslie Abigail Aguilar Hernández | 1,122  |
| Nueva Alianza                        | Naxhyp Gutiérrez Márquez        | Pedro Hernández Sosa             | 5,056  |
| Movimiento Regeneración Nacional     | Rafael Garnica Alonso           | Jorge Hernández Araus            | 32,764 |
| Partido Encuentro Social             | Laura Patricia Jiménez Aguilar  | Maribel Ávila Cuatepotzo         | 1,685  |
| Candidato no registrado              | -                               | -                                | 56     |
| Voto nulo                            | -                               | -                                | 4,035  |
| Votos totales                        | Votos totales                   | Votos totales                    | 75,638 |

### Distrito 11: Tulancingo de Bravo[7]
| Partido                              | Candidato                       | Suplente                    | Votos  |
| ------------------------------------ | ------------------------------- | --------------------------- | ------ |
| Por Hidalgo al frente                | Fernando Lemus Rodríguez        | Armando Cordero Gómez       | 8,410  |
| Partido Revolucionario Institucional | Lorenzo Arroyo Márquez          | Eduardo Romero Batalla      | 13,290 |
| Partido Verde Ecologista de México   | Sandra Luz Bones Ortega         | Araceli Melina Ibarra Marín | 1,821  |
| Partido del trabajo                  | José Alfonso Pérez Tagle Angulo | Fernando Castro Coronado    | 2,458  |
| Movimiento Ciudadano                 | Sergio Fernández Cabrera        | José Luis Cruz Aguilar      | 2,663  |
| Nueva Alianza                        | Alberto García Sáchez           | Juan José Trejo Villegas    | 2,871  |
| Movimiento Regeneración Nacional     | José Antonio Hernández Vera     | Salvador Sosa Arroyo        | 35,173 |
| Partido Encuentro Social             | Omara Lorena Vera Madrid        | Claudia Mendoza Zapata      | 1,688  |
| Candidato no registrado              | -                               | -                           | 61     |
| Voto nulo                            | -                               | -                           | 3,212  |
| Votos totales                        | Votos totales                   | Votos totales               | 71,647 |

### Distrito 12: Pachuca de Soto (Oriente)[7]
| Partido                              | Candidato                    | Suplente                          | Votos  |
| ------------------------------------ | ---------------------------- | --------------------------------- | ------ |
| Por Hidalgo al frente                | Jenny Marlu Melgarejo Chino  | Laura Sánchez Yong                | 12,148 |
| Partido Revolucionario Institucional | Francisca Ramírez Analco     | Brenda Ximena Ramírez Rivapalacio | 15,253 |
| Partido Verde Ecologista de México   | Andrea Acoltzin Chavarría    | Nichdali Gabriela Jorge Guzmán    | 1,851  |
| Partido del trabajo                  | María Cristina Chargoy Ortiz | Maricarmen Chargoy Servín         | 1,897  |
| Movimiento Ciudadano                 | Pablo Arturo Gómez López     | Juan Carlos Robles Acosta         | 2,307  |
| Nueva Alianza                        | Anabel Martínez Acosta       | Alma Mariana Soberanis Granados   | 2,353  |
| Movimiento Regeneración Nacional     | María Corina Martínez García | Ojuky del Rocío Islas Maldonado   | 35,355 |
| Partido Encuentro Social             | Misaél Vera Vázquez          | Horacio Carlos Hernández Guerrero | 2,002  |
| Candidato no registrado              | -                            | -                                 | 56     |
| Voto nulo                            | -                            | -                                 | 3,396  |
| Votos totales                        | Votos totales                | Votos totales                     | 76,618 |

### Distrito 13: Pachuca de Soto (Poniente)[7]
| Partido                          | Candidato                       | Suplente                       | Votos  |
| -------------------------------- | ------------------------------- | ------------------------------ | ------ |
| Por Hidalgo al frente            | María Guadalupe Rodríguez Uribe | Adriana Moreno Rasgado         | 11,120 |
| PVEM · PANAL                     | Sergio Edgar Baños Rubio        | Esteban Jesús Mercado Mercado  | 19,736 |
| Partido del trabajo              | Salvador Sánchez Aguilar        | Abundio Jorge Hernández Flores | 1,870  |
| Movimiento Ciudadano             | Verónica Cruz de la Cruz        | Marcela Gallardo Cruz          | 1,565  |
| Movimiento Regeneración Nacional | Humberto Augusto Veras Godoy    | Raymundo Lazcano Mejía         | 40,040 |
| Candidato no registrado          | -                               | -                              | 58     |
| Voto nulo                        | -                               | -                              | 2,702  |
| Votos totales                    | Votos totales                   | Votos totales                  | 77,091 |

### Distrito 14: Tula de Allende[7]
| Partido                              | Candidato                          | Suplente                  | Votos  |
| ------------------------------------ | ---------------------------------- | ------------------------- | ------ |
| Por Hidalgo al frente                | Daniel Alonso Rodríguez Pérez      | Alejandro Badillo Cruz    | 10,452 |
| Partido Revolucionario Institucional | Rodolfo Paredes Carbajal           | Germán Díaz Pérez         | 13,059 |
| Partido Verde Ecologista de México   | Perla Liliana Escamilla de la Rosa | Patricia Jiménez Montoya  | 1,624  |
| Partido del trabajo                  | Carlos Arturo Escobar Hernández    | B. Yeysson Gayosso Rivas  | 1,910  |
| Movimiento Ciudadano                 | Janet Anel Martínez Morales        | Margarita Ángeles Soriano | 1,208  |
| Nueva Alianza                        | Xchel Iván Vázquez López           | Isaí Medina Santiago      | 4,366  |
| Movimiento Regeneración Nacional     | Ricardo Raúl Baptista González     | Lino Ramírez Pineda       | 41,174 |
| Partido Encuentro Social             | Mario Pedro Velázquez Bárcena      | Francisco Díaz Lara       | 2,286  |
| Candidato no registrado              | -                                  | -                         | 53     |
| Voto nulo                            | -                                  | -                         | 3,129  |
| Votos totales                        | Votos totales                      | Votos totales             | 79,261 |

### Distrito 15: Tepeji del Río de Ocampo[7]
| Partido                              | Candidato                       | Suplente                      | Votos  |
| ------------------------------------ | ------------------------------- | ----------------------------- | ------ |
| Por Hidalgo al frente                | Efraín Pedraza Cruz             | Juan Antonio Guadarrama Ortiz | 9,759  |
| Partido Revolucionario Institucional | Hilda Areli Narváez Bravo       | María Antonieta López García  | 10,517 |
| Partido Verde Ecologista de México   | Beatriz Ángeles Jiménez         | Diana Fabiola Luna Macías     | 2,657  |
| Partido del trabajo                  | Nayeli Calva Cruz               | Mayra Kristell Arias Oropeza  | 3,057  |
| Movimiento Ciudadano                 | Sergio Antonio González Venegas | Marco Antonio Hebert Chávez   | 1,353  |
| Nueva Alianza                        | Irene Soto Valverde             | Rosalinda Estrada Zamudio     | 5,307  |
| Movimiento Regeneración Nacional     | Noemi Zitle Rivas               | María Isabel Cerón Ordóñez    | 38,905 |
| Partido Encuentro Social             | Jorge Estrada Vargas            | Fernando López Guzmán         | 1,828  |
| Candidato no registrado              | -                               | -                             | 54     |
| Voto nulo                            | -                               | -                             | 3,377  |
| Votos totales                        | Votos totales                   | Votos totales                 | 76,814 |

### Distrito 16: Tizayuca[7]
| Partido                              | Candidato                         | Suplente                              | Votos  |
| ------------------------------------ | --------------------------------- | ------------------------------------- | ------ |
| Por Hidalgo al frente                | Juan Luis González Pérez          | John Arnold Bustos Ibarra             | 9,567  |
| Partido Revolucionario Institucional | Sylvia López González             | Miriam Loaeza Soria                   | 14,389 |
| Partido Verde Ecologista de México   | David Israel Muñoz Pineda         | Roberto Aguilar Alemán                | 2,210  |
| Partido del trabajo                  | Martín Hilario Becerra Delgadillo | Joel Ramírez Chávez                   | 2,105  |
| Movimiento Ciudadano                 | Francisco Jesús Laiza González    | Salvador Alexander Lomelí Vargas      | 1,221  |
| Nueva Alianza                        | Amalia Valencia Lucio             | María Martha Navarro Salgado          | 5,216  |
| Movimiento Regeneración Nacional     | Susana Araceli Ángeles Quezada    | Margarita Evelyn Leonel Cruz          | 37,288 |
| Partido Encuentro Social             | María Leticia Luna García         | Isidra María del Refugio Franco Islas | 2,634  |
| Candidato no registrado              | -                                 | -                                     | 57     |
| Voto nulo                            | -                                 | -                                     | 3,824  |
| Votos totales                        | Votos totales                     | Votos totales                         | 78,511 |

### Distrito 17: Villas del Álamo[7]
| Partido                          | Candidato                    | Suplente                            | Votos  |
| -------------------------------- | ---------------------------- | ----------------------------------- | ------ |
| Por Hidalgo al frente            | Neydy Ivone Gómez Baños      | María Teodora Islas Espinoza        | 14,587 |
| PVEM · PANAL                     | Erendira Contreras Hernández | Michelle Calderón Ramírez           | 19,551 |
| Partido del trabajo              | Uriel Islas Jiménez          | Luis Antonio Barberena Cerón        | 2,070  |
| Movimiento Ciudadano             | Yazmín Montiel Domínguez     | Michelle Angélica Vázquez Guarneros | 1,391  |
| Movimiento Regeneración Nacional | Roxana Montealegre Salvador  | María Ángela Delgadillo Ugalde      | 43,325 |
| Candidato no registrado          | -                            | -                                   | 85     |
| Voto nulo                        | -                            | -                                   | 3,018  |
| Votos totales                    | Votos totales                | Votos totales                       | 84,027 |

### Distrito 18: Tepeapulco[7]
| Partido                              | Candidato                      | Suplente                              | Votos  |
| ------------------------------------ | ------------------------------ | ------------------------------------- | ------ |
| Por Hidalgo al frente                | Dither Estrada Gamez           | Roberto Carlos Fernández Pérez        | 7,044  |
| Partido Revolucionario Institucional | Mayka Ortega Eguiluz           | Patricia González López               | 17,609 |
| Partido Verde Ecologista de México   | Jesús Gabriel Olvera Jiménez   | Armando Hermelindo Alvarado Gutiérrez | 2,323  |
| Partido del trabajo                  | Mauro Adrián Carmona León      | Eduardo Carlos Durán Llaguno          | 2,122  |
| Movimiento Ciudadano                 | Luis René Muñoz Lozano         | Fernando Trejo Ramírez                | 1,226  |
| Nueva Alianza                        | Rosario Adriana Luna Sánchez   | Nicte Loy Otamendi Rumbo              | 5,442  |
| Movimiento Regeneración Nacional     | Jorge Mayorga Olvera           | Luis Felipe Celis Moreno              | 38,831 |
| Partido Encuentro Social             | Angélica María Echeverría Ríos | Carmen Edith Ramos Bravo              | 2,725  |
| Candidato no registrado              | -                              | -                                     | 28     |
| Voto nulo                            | -                              | -                                     | 3,785  |
| Votos totales                        | Votos totales                  | Votos totales                         | 81,135 |